# Selinum opopanax
Selinum opopanax är en flockblommig växtart som beskrevs av Heinrich Johann Nepomuk von Crantz. Selinum opopanax ingår i släktet krusfrön, och familjen flockblommiga växter. Inga underarter finns listade i Catalogue of Life.